# Сінгапурський художній музей
Сінгапурський музей мистецтв (англ. Singapore Art Museum кит.: 新加坡美术馆 — музей сучасного мистецтва Сінгапуру . Музей володіє найбільшою колекцією художніх творів Південно-Східної Азії і постійно поповнюється колекцією творів світових авторів .

## Історія
Музей заснований в 1995 році, але офіційно відкрився для публіки 20 січня 1996 року . Він став одним з перших художніх музеїв Південно-Східної Азії, які відповідають міжнародному рівню.
Музей, спочатку названий Музеєм образотворчих мистецтв, став результатом проекту Національного музею зі створення музейного округу. В округ також увійшли Сінгапурський історичний музей, Музей азійської цивілізації, Народний музей і Дитячий музей . Створення музею розпочалося з реставрації будівлі Інституту святого Йосипа . Одночасно 18 липня 1992 року міністр інформації, культури і освіти Кер Сін Це оголосив про призначення художника і хірурга Ерла Лю главою Ради музею, що складається з 11 чоловік. Рада отримала завдання почати збір колекції відомих і художників-початківців Південно-Східної та Східної Азії, щоб закласти основу художньої спадщини сінгапурців на довгі століття. Лоу Чак Тью, банкір і колекціонер, виступив в якості консультанта, а Ширлі Лу-Лім, заступник директора Національного музею, зайняла крісло віце-голови ради. Крім них до ради увійшли Ге Мін, Хо Кок Хе, Лі Сен Ті, Артур Лім, Т. К. Сабапаті, Саркасі Саїд, Сум Йок Кіт, Ві Чуі Хен і Яп-Ван Ві Йон .
Реставрація 140-річного національного пам'ятника зайняла більше 2 років і зажадала 30 мільйонів сінгапурських доларів. Його першим експонатом стала семиметрова люстра з кристалів Swarovski вагою 325 кг. Її вартість становила 90 000 сінгапурських доларів, а на виготовлення пішло більше трьох місяців . Офіційне відкриття музею відбулося 20 січня 1996 року. Стрічку перерізав особисто прем'єр-міністр Го Чок Тонг . У своїй вітальній промові він висловив упевненість в тому, що новий музей, поряд з іншими чотирма, допоможе Сінгапуру зіграти історичну роль центру реекспорту мистецтва, культури, цивілізації і ідей для народів усього азійського регіону і решти світу .

## Місцерозташування
Музей розташований в центрі головного торгового району і так званого «пояса мистецтв Ватерлоо-стріт», поруч із такими великими центрами театральних і образотворчих мистецтв, як Nanyang Academy of Fine Arts, LASALLE College of the Arts, Стемфордський центр мистецтв, Selegie Arts Centre, Сінгапурський центр каліграфії, YMS Arts Centre, Dance Ensemble Singapore, Sculpture Square, Action Theatre і Школа мистецтв
До музею можна дістатися різними видами транспорту. Біля музею розташовано дві станції метро.

## Колекція
У галереях музею знаходяться картини, скульптури та інсталяції сучасних художників Сінгапуру і Південно-Східної Азії. Також серед робіт є визнані шедеври із зібрання Музею Гугенхайма . Взявши на себе функції Художньої галереї Національного музею, що відкрилася в 1976 році з колекцією з 93 робіт, новий музей отримав роботи таких місцевих художників, як Жоржетта Чен, Лю Кан, Чен Чон Сві, Лім Це Пен і Хуань Яо . З 2001 року музей набуває роботи і отримує пожертви з сусідніх регіонів, в тому числі колекцію поповнили твори таких авторів, як Аффанді Кусума, Хендра Гунаван, Пратуанг Емджарен, Монтьєн Бунма, Андрес Барріокінто, Ле Плололухо і Буй Жуань Пхай .
Музей регулярно приймає гостьові виставки і виступає партнером в організації міжнародних виставкових проектів разом з іншими азійськими музеями.